# Mari Holden
Mari Kim Holden (ur. 30 marca 1971 w Milwaukee) – amerykańska kolarka szosowa, srebrna medalistka olimpijska oraz mistrzyni świata.

## Kariera
Największe sukcesy w karierze Mari Holden osiągnęła w 2000 roku, kiedy zdobyła dwa medale na międzynarodowych imprezach. Najpierw zajęła drugie miejsce w indywidualnej jeździe na czas podczas igrzysk olimpijskich w Sydney, gdzie uległa jedynie Leontien van Moorsel z Holandii. Niecały miesiąc później wystartowała na mistrzostwach świata w Plouay, zwyciężając w tej samej konkurencji. Amerykanka bezpośrednio wyprzedziła tam Francuzkę Jeannie Longo oraz Litwinkę Rasę Polikevičiūtė. Poza tym nie odnosiła większych sukcesów w wyścigach szosowych. Wielokrotnie zdobywała medale szosowych mistrzostw kraju, w tym sześć złotych.